# Campionati europei di ciclismo su strada 2014 - Gara in linea femminile Junior
La gara in linea femminile Junior dei Campionati europei di ciclismo su strada 2014 si è svolta il 13 luglio 2014 in Svizzera, con partenza e arrivo a Nyon, su un circuito di 14,4 km da ripetere 6 volte per un totale di 86,4 km. La medaglia d'oro è stata vinta dall'italiana Sofia Bertizzolo con il tempo di 2h23'17" alla media di 36,2 km/h, davanti alla svizzera Nicole Koller e alla russa Dar'ja Egorova.
Al traguardo 70 cicliste, sulle 74 partite, completarono la gara.

## Squadre partecipanti
| N.    | Cod. | Squadra     |
| ----- | ---- | ----------- |
| 2-4   | AUT  | Austria     |
| 5-9   | BEL  | Belgio      |
| 10    | DEN  | Danimarca   |
| 12-16 | EST  | Estonia     |
| 17-24 | FRA  | Francia     |
| 25-32 | NLD  | Paesi Bassi |
| 33-40 | ITA  | Italia      |
| 41-42 | LAT  | Lettonia    |
| 43-47 | LTU  | Lituania    |
| 48-50 | NOR  | Norvegia    |

| N.    | Cod. | Squadra    |
| ----- | ---- | ---------- |
| 51-56 | POL  | Polonia    |
| 57-64 | RUS  | Russia     |
| 65    | SRB  | Serbia     |
| 67-72 | SVK  | Slovacchia |
| 73-75 | SVN  | Slovenia   |
| 77-79 | ESP  | Spagna     |
| 87-88 | SWE  | Svezia     |
| 89-90 | SUI  | Svizzera   |
| 93    | UKR  | Ukraina    |
| 94    | BEL  | Belgio     |

## Ordine d'arrivo (Top 10)
| Pos. | Corridore              | Squadra     | Tempo    |
| ---- | ---------------------- | ----------- | -------- |
| 1    | Sofia Bertizzolo       | Italia      | 2h23'17" |
| 2    | Nicole Koller          | Svizzera    | a 1"     |
| 3    | Dar'ja Egorova         | Russia      | s.t.     |
| 4    | Jip van der Bos        | Paesi Bassi | a 13"    |
| 5    | Katia Ragusa           | Italia      | s.t.     |
| 6    | Soline Lamboley        | Francia     | a 50"    |
| 7    | Marjolein van't Geloof | Paesi Bassi | s.t.     |
| 8    | Diana Klimova          | Russia      | s.t.     |
| 9    | Chanella Stougje       | Paesi Bassi | s.t.     |
| 10   | Jeanne Korevaar        | Paesi Bassi | s.t.     |